# Flistads brunn

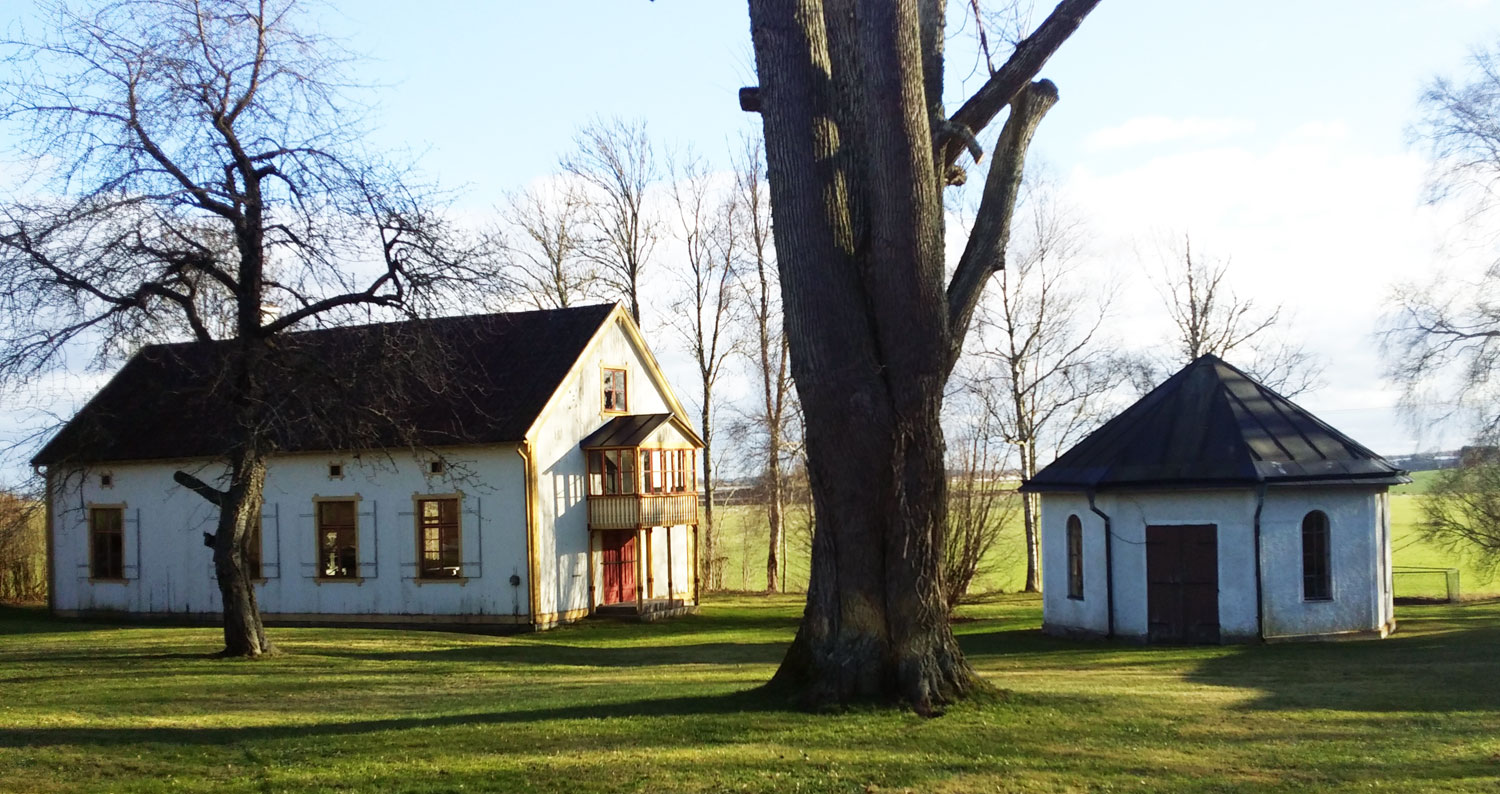
Källhuset och Societetssalongen

Flistads brunn är en tidigare hälsobrunn i Flistads socken, Linköpings kommun.
Den källa som Flistads brunn utgår från började kallas för en hälsobrunn 1729, då det blev ett besöksmål. Det byggdes samma år ett hus över brunnen och kompletterades med ett brunnshotell, även det från 1700-talet. Under 1800-talet tillkom ett badhus och runt 1900 en nyare brunnssalong, som ersatte den som funnits sen tidigare. 
År 1979 byggnadsminnesförklarades Flistads brunn och i detta ingår nuvarande källhus, brunnshotellet och brunnssalongen (även kallad Societetshuset). Badhuset ingår ej, eftersom det genomgått renoveringar på senare tid.